# Білгородська ТЕЦ
50°36′00″ пн. ш. 36°37′07″ сх. д. / 50.6° пн. ш. 36.61861111° сх. д.
Білгородська ТЕЦ — підприємство енергетики, розташоване в місті Білгороді, що входить до складу ПАТ «Квадра». Встановлена електрична потужність станції становить 60 МВт, теплова — 360,4 Гкал/год. Чисельність співробітників — 197 осіб.
Датою заснування вважається 7 листопада 1938 року, коли увійшла в дію перша черга станції з турбогенератором в 1,6 тис. кВт. Білгородська ТЕЦ (тоді ЦЕС) побудована за планом ГОЕЛРО.
У травні 1939 року було запущено другу чергу ЦЕС з турбогенератором потужністю 3,5 тис. кВт. Потужність станції зросла до 5,1 тис. квт. У вересні 1941 року основне обладнання та обслуговуючий персонал ТЕЦ було евакуйовано на теплоелектроцентраль станції «Курган» Південно-Уральської залізниці, будівлю головного корпусу (машинний зал, котельню) та допоміжні споруди — підірвано радянськими військами під час відступу з Білгорода. Торішнього серпня 1943 року, після звільнення Білгорода від німців, розпочалися роботи з відновлення станції. У жовтні 1945 року відбувся повторний запуск ЦЕС.
1949 року на станції ввели в експлуатацію новий турбогенератор потужністю 6 тис. кВт. У вересні 1951 року було встановлено та введено в експлуатацію турбогенератор «Еліот» № 2, у 1952 році — котельні агрегати типу «Бабкок і Верке».
Спершу станція працювала на вугіллі, з 1958 року перейшла на газ, який і сьогодні є основним паливом. У вересні 1962 року Білгородська ЦЕС включена в паралельну роботу з Єдиною енергетичною системою країни. 1965 року електростанція відпустила перше тепло місту і була перейменована на ТЕЦ — теплоелектроцентраль.
У 2007 році Білгородську ТЕЦ реконструювали: було збудовано газотурбіну частину із сучасними енергоблоками «General Electric». В результаті встановлена потужність станції зросла більш ніж удвічі: електрична — до 60 МВт, теплова — до 360,4 Гкал/год.
На Білгородській ТЕЦ експлуатуються два енергоблоки встановленої електричної потужності 30 МВт кожен, що складаються з газової турбіни, електрогенератора та котла-утилізатора водогрійного встановленою тепловою потужністю 30,2 Гкал/година кожен, два парових котли потужністю 50 т/год кожен і чотири водогрійні котли загальної встановленої тепловою потужністю 300 Гкал/год.
В даний час Білгородська ТЕЦ забезпечує теплову енергію північний і центральний райони міста Білгорода, забезпечуючи на 36,3 % потреба міста у теплі.

## Перелік основного обладнання
| Агрегат                           | Тип              | Виробник                                               | Кількість | Введення в експлуатацію | Основні характеристики | Основні характеристики | Джерела           |
| Агрегат                           | Тип              | Виробник                                               | Кількість | Введення в експлуатацію | Параметр               | Значення               | Джерела           |
| --------------------------------- | ---------------- | ------------------------------------------------------ | --------- | ----------------------- | ---------------------- | ---------------------- | ----------------- |
| Резервне та водогрійне обладнання |                  |                                                        |           |                         |                        |                        |                   |
| Паровий котел                     | ТП-50            | Машинобудівний завод ТАТРА Завод ім. З. М. Кірова, ЧСР | 2         | 1954 р. 1955 р.         | Паливо                 | газ, мазут             | [ 1 ]             |
| Паровий котел                     | ТП-50            | Машинобудівний завод ТАТРА Завод ім. З. М. Кірова, ЧСР | 2         | 1954 р. 1955 р.         | Продуктивність         | 50 т/год               | [ 1 ]             |
| Водогрійний котел                 | ПТВМ-50          | З-д «Вулкан», Румунія, Дорогобузький котельний завод   | 2         | 1970 р. 1972 р.         | Паливо                 | газ                    | [ 1 ]             |
| Водогрійний котел                 | ПТВМ-50          | З-д «Вулкан», Румунія, Дорогобузький котельний завод   | 2         | 1970 р. 1972 р.         | Теплова потужність     | 50 Гкал/год            | [ 1 ]             |
| Водогрійний котел                 | ПТВМ-100         | Білгородський завод «Енергомаш»                        | 1         | 1981 р.                 | Паливо                 | газ                    | [ 1 ]             |
| Водогрійний котел                 | ПТВМ-100         | Білгородський завод «Енергомаш»                        | 1         | 1981 р.                 | Теплова потужність     | 100 Гкал/год           | [ 1 ]             |
| Водогрійний котел                 | КВГМ-100-150ГМ   | Дорогобузький котельний завод                          | 1         | 2000 р.                 | Паливо                 | газ                    | [ 1 ]             |
| Водогрійний котел                 | КВГМ-100-150ГМ   | Дорогобузький котельний завод                          | 1         | 2000 р.                 | Теплова потужність     | 100 Гкал/год           | [ 1 ]             |
| Устаткування газотурбінної ТЕЦ    |                  |                                                        |           |                         |                        |                        |                   |
| Газова турбіна                    | LM2500+ DLE HSPT | General Electric США                                   | 2         | 2007 р.                 | Паливо                 | газ                    | [ 1 ] [ 2 ] [ 3 ] |
| Газова турбіна                    | LM2500+ DLE HSPT | General Electric США                                   | 2         | 2007 р.                 | Потужність (ISO)       | 30 МВт                 | [ 1 ] [ 2 ] [ 3 ] |
| Газова турбіна                    | LM2500+ DLE HSPT | General Electric США                                   | 2         | 2007 р.                 | t                      | 499 °C                 | [ 1 ] [ 2 ] [ 3 ] |
| Котел-утилізатор                  | КУВ-35,0/150     | Подольський машинобудівний завод                       | 2         | 2007 р.                 | Теплова потужність     | 30,2 Гкал/год          | [ 1 ] [ 4 ]       |